# Hans Renes
Johannes (Hans) Renes (Leusden, 10 oktober 1954 –  Asperen, 28 september 2023) was een Nederlands historisch geograaf en hoogleraar op dat vakgebied.

## Opleiding
Renes studeerde sociale geografie aan de Rijksuniversiteit Utrecht tussen 1972 en 1979, waarbij hij zich specialiseerde in de historische geografie. Daarnaast bekwaamde hij zich in de agrarische planologie aan de Landbouwhogeschool in Wageningen.

## Carrière
Na zijn afstuderen trad hij toe tot de staf van de afdeling Historische Geografie van de Stichting voor Bodemkartering, waar hij bleef werken na de fusie in 1988, waarbij het Staring Centrum ontstond. Hier werkte hij onder leiding van zijn latere promotor Jelle Vervloet en samen met onder meer Theo Spek en Chris de Bont. Sinds 1995 was hij in deeltijd verbonden aan de faculteit Ruimtelijke Wetenschappen van de Universiteit Utrecht (tegenwoordig de faculteit Geowetenschappen), waar hij eind 1998 voltijds werd aangesteld. Hier werd hij, in navolging van Hans Harten, verantwoordelijk voor de opleiding van studenten in de historische geografie. Daarmee werd hij, naast Guus Borger en Jelle Vervloet, een van de drie pijlers van de historische geografie in Nederland.
In 1999 promoveerde Renes bij Jelle Vervloet op het proefschrift Landschappen van Maas en Peel, dat een overzicht geeft van de landschapsontwikkeling van Noord- en Midden-Limburg en daarnaast landschapsinventarisaties en enkele theoretische beschouwingen over het vakgebied bevat.
Renes was vervolgens verbonden aan de Vrije Universiteit, waarbij hij een taak had binnen de Master Erfgoedstudies. Sinds 2010 was hij daar - als opvolger van Jan Kolen - tevens hoogleraar Erfgoed en Ruimte, aanvankelijk binnen het interuniversitaire onderzoeks- en onderwijsnetwerk Erfgoed en Ruimte, een initiatief van de rijksoverheid, de Vrije Universiteit, de Technische Universiteit Delft en Wageningen University. Zijn oratie, op 7 juli 2011, had de titel Erfgoed in interessante tijden.
Hans Renes is in februari 2021 met pensioen gegaan. Tijdens een bijeenkomst van het Netwerk Historisch Cultuurlandschap ontving hij een Liber Amicorum met ruim 30 bijdragen over de historische geografie van stad en land ('Het Landschap Beschreven').
Op 28 september 2023 overleed Hans Renes na een ziekbed van ruim een jaar.

## Nevenfuncties en maatschappelijke betrokkenheid
Hans Renes was actief op velerlei gebied. Hij was redactielid van het Historisch-Geografisch Tijdschrift (1985-2015) en de voortzetting daarvan, het Tijdschrift voor Historische Geografie. Daarnaast was hij bestuurslid van de Arbeitskreis für Historische Kulturlandschaftsforschung in Mitteleuropa (ARKUM), voorzitter van de Stichting Netwerk Historisch Cultuurlandschap en lid van de Raad van Advies van de Vereniging Nederlands Cultuurlandschap. Daarnaast was hij onder meer voorzitter van de Monumentencommissie Wageningen (tot en met 2005) en lid van de Beheersadviescommissie van Stichting Het Geldersch Landschap (tot 2010). Daarnaast publiceerde hij veelvuldig over het Nederlandse en Europese cultuurlandschap.
Renes was maatschappelijk gedreven. Reeds op vroege leeftijd zette hij zich in voor Amnesty International. Later richtte hij zich op activiteiten die in het verlengde lagen van zijn vakgebied. Zo zette hij via kritische bijdragen vraagtekens bij natuurontwikkeling, omdat dit z.i. te weinig rekening hield met het cultuurlandschap. Ook ageerde hij tegen wat hij een 'volksziekte' noemde, terreinen egaliseren, waarmee de geschiedenis werd uitgevlakt. Hij pakte vaak de trein - autorijden deed hij niet - om naar bijeenkomsten te gaan en daar zijn standpunt uiteen te zetten. Op een symposium in 2000 viel hij de prominent aanwezige toenmalige minister Geke Faber van Landbouw, Natuurbeheer en Visserij aan, omdat zij zich volgens hem veel te weinig inzette voor het cultuurhistorische landschap.

## Publicaties
- Het Veluws sprengenlandschap; een cultuurmonument (2002);
- Veluwse beken en sprengen. Een uniek landschap; deel 1 (2007).[4]

- Bibsys: 15035498
- Bibliothèque nationale de France: cb146082158 (data)
- Gemeinsame Normdatei: 13373532X
- International Standard Name Identifier: 0000 0000 7844 9343
- Library of Congress Control Number: n2001098176
- NARCIS: PRS1325223
- Nationale Bibliotheek van Israël: 987007321803605171
- Nederlandse Thesaurus van Auteursnamen: 071365303
- ORCID: 0000-0001-7624-1212
- Système universitaire de documentation: 134369203
- Virtual International Authority File: 76566945
- WorldCat: E39PBJyGRm3XbGrWJcrc4Xd4v3